# 2010-es wimbledoni teniszbajnokság

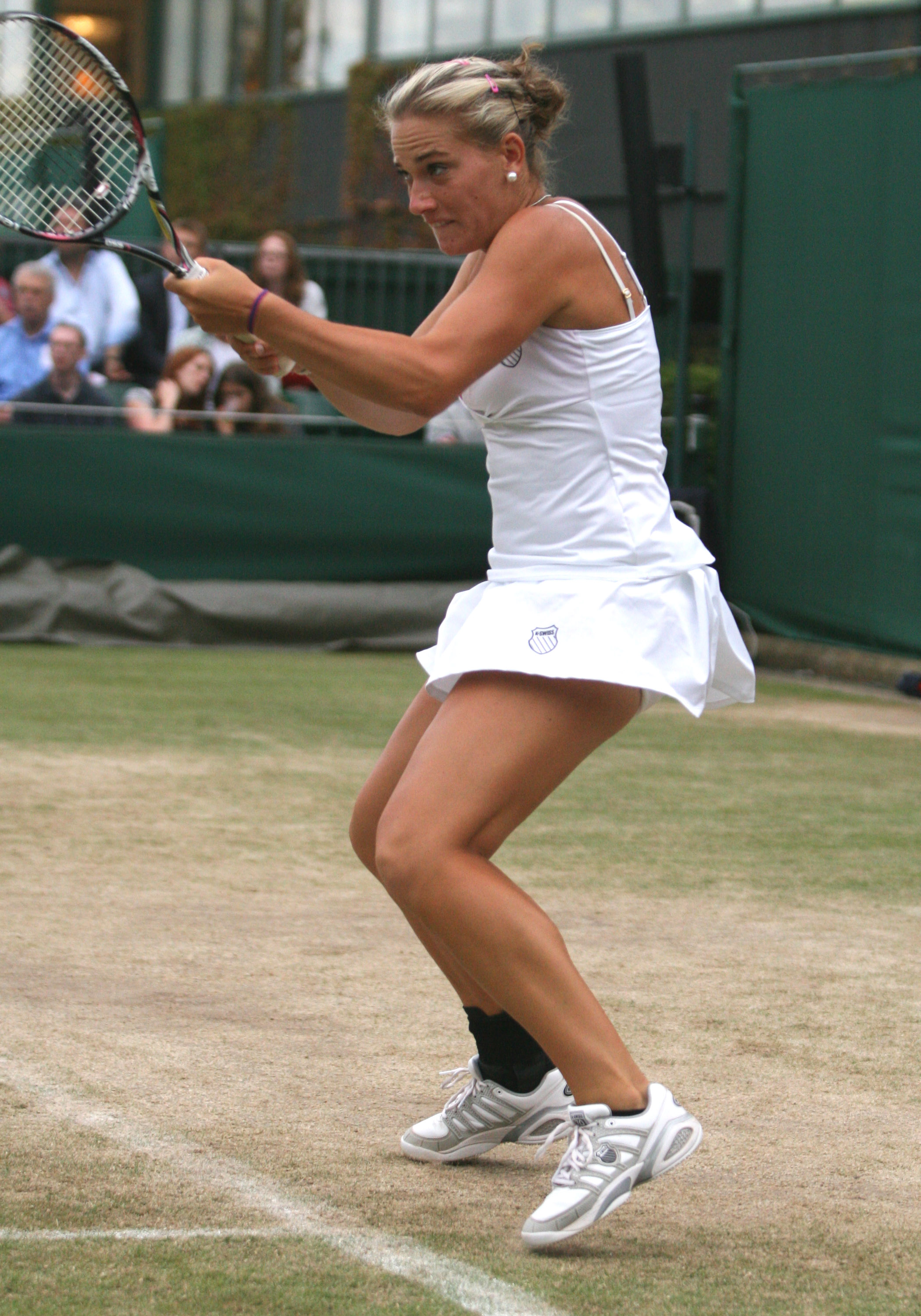
Babos Tímea második junior Grand Slam-sikerét aratta az évben

A 2010-es wimbledoni teniszbajnokság az év harmadik Grand Slam-tornája, a wimbledoni teniszbajnokság 124. kiadása volt. 2010. június 21. és július 4. között került lebonyolításra Londonban.
A férfiak mezőnyében Rafael Nadal diadalmaskodott. A spanyol játékos a 2008-as sikere után nyert újra ezen a tornán, ezúttal a cseh Tomáš Berdych volt döntőbeli ellenfele. A bajnokság első fordulójában került sor minden idők leghosszabb teniszmérkőzésére John Isner és Nicolas Mahut között.
A nőknél Serena Williams negyedik alkalommal nyerte meg a wimbledoni tornát.
A juniorok női páros mezőnyében, valamint a junior férfi egyesek között is magyar siker született. A fiúknál Fucsovics Márton az ausztrál Benjamin Mitchellt győzte le a döntőben, míg Babos Tímea az amerikai Sloane Stephens oldalán már második junior Grand Slam-győzelmét érte el.

## Döntők

### Férfi egyes
Rafael Nadal –  Tomáš Berdych, 6–3, 7–5, 6–4

### Női egyes
Serena Williams –  Vera Zvonarjova, 6–3, 6–2

### Férfi páros
Jürgen Melzer /  Philipp Petzschner –  Robert Lindstedt /  Horia Tecău, 6–1, 7–5, 7–5

### Női páros
Vania King /  Jaroszlava Svedova –  Jelena Vesznyina /  Vera Zvonarjova, 7–6(6), 6–2

### Vegyes páros
Lijendar Pedzs /  Cara Black –  Wesley Moodie /  Lisa Raymond, 6–4, 7–6(5)

## Juniorok

### Fiú egyéni
Fucsovics Márton –  Benjamin Mitchell, 6–4, 6–4

### Lány egyéni
Kristýna Plíšková –  Sachie Ishizu, 6–3, 4–6, 6–4

### Fiú páros
Liam Broady /  Tom Farquharson –  Lewis Burton /  George Morgan, 7–6(4), 6–4

### Lány páros
Babos Tímea /  Sloane Stephens –  Irina Hromacsova /  Elina Szvitolina, 6–7(7), 6–2, 6–2